# Mont-Bonvillers
 Mont-Bonvillers  là một xã của tỉnh Meurthe-et-Moselle, thuộc vùng Grand Est, đông bắc nước nước Pháp. Xã này nằm ở khu vực có độ cao trung bình 325 mét trên mực nước biển.